# 소드 오브 버밀리언
《소드 오브 버밀리언》(Sword of Vermilion)은 세가가 메가 드라이브 콘솔로 제작한 액션 롤플레잉 게임이다. 아케이드 경주 게임을 주로 개발하던 제작사 세가 AM2의 스즈키 유가 최초로 만든 콘솔용 게임이다. 일본에서 1989년 12월 16일, 콘솔이 출시됐던 해에 《버밀리언》(ヴァーミリオン)이라는 제목으로 먼저 출시됐고, 1991년에 북미 및 유럽 지역에도 발매됐다.
여러 가지 롤플레잉 비디오 게임 장르들이 조합된 복합적인 게임플레이 방식이 특징이며, 각 상황마다 시점이 변하면서 고유한 규칙으로 게임을 진행해야한다. 예를 들어 마을에 있을 때는 보통 RPG처럼 위에서 내려다보는 시점이나, 던전을 탐험할 때에는 1인칭 시점으로 변하고 적과 조우했을 때는 다시 2D 사이드뷰로 변경해 실시간으로 전투를 치러야한다.
메가 드라이브로 출시된 후 버추얼 콘솔, 플레이스테이션 네트워크 등 디지털 플랫폼으로 출시되거나 세가 제네시스 컬렉션, 메가 드라이브 미니 등 각종 합본에 수록됐다.

## 평가
| 평가 |         |
| --- | ------- |
| 평론 점수 평론사 점수 CVG 91% [ 2 ] Digital Press 9 / 10 [ 3 ] Joystick 88% [ 4 ] Mega 86% [ 5 ] MegaTech 93% [ 6 ] 87% [ 7 ] Player One 94% [ 8 ] Sega Power 95% [ 9 ] |         |
| 평론 점수 |         |
| 평론사 | 점수    |
| CVG | 91%     |
| Digital Press | 9 / 10  |
| Joystick | 88%     |
| Mega | 86%     |
| MegaTech | 93% 87% |
| Player One | 94%     |
| Sega Power | 95%     |

## 같이 보기
- 스즈키 유